# Huis met de Leeuwen

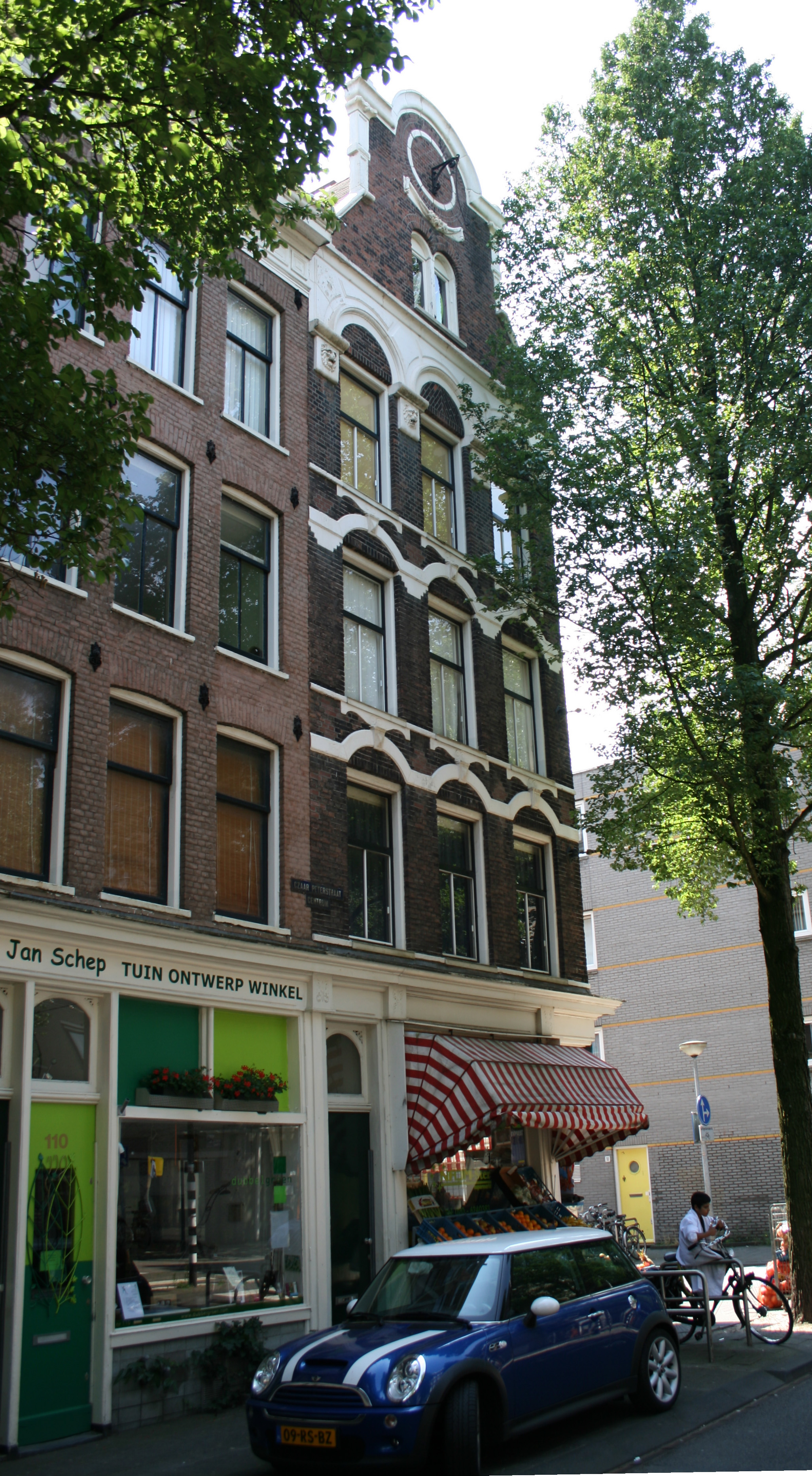
Het Huis met de Leeuwen in de Czaar Peterstraat

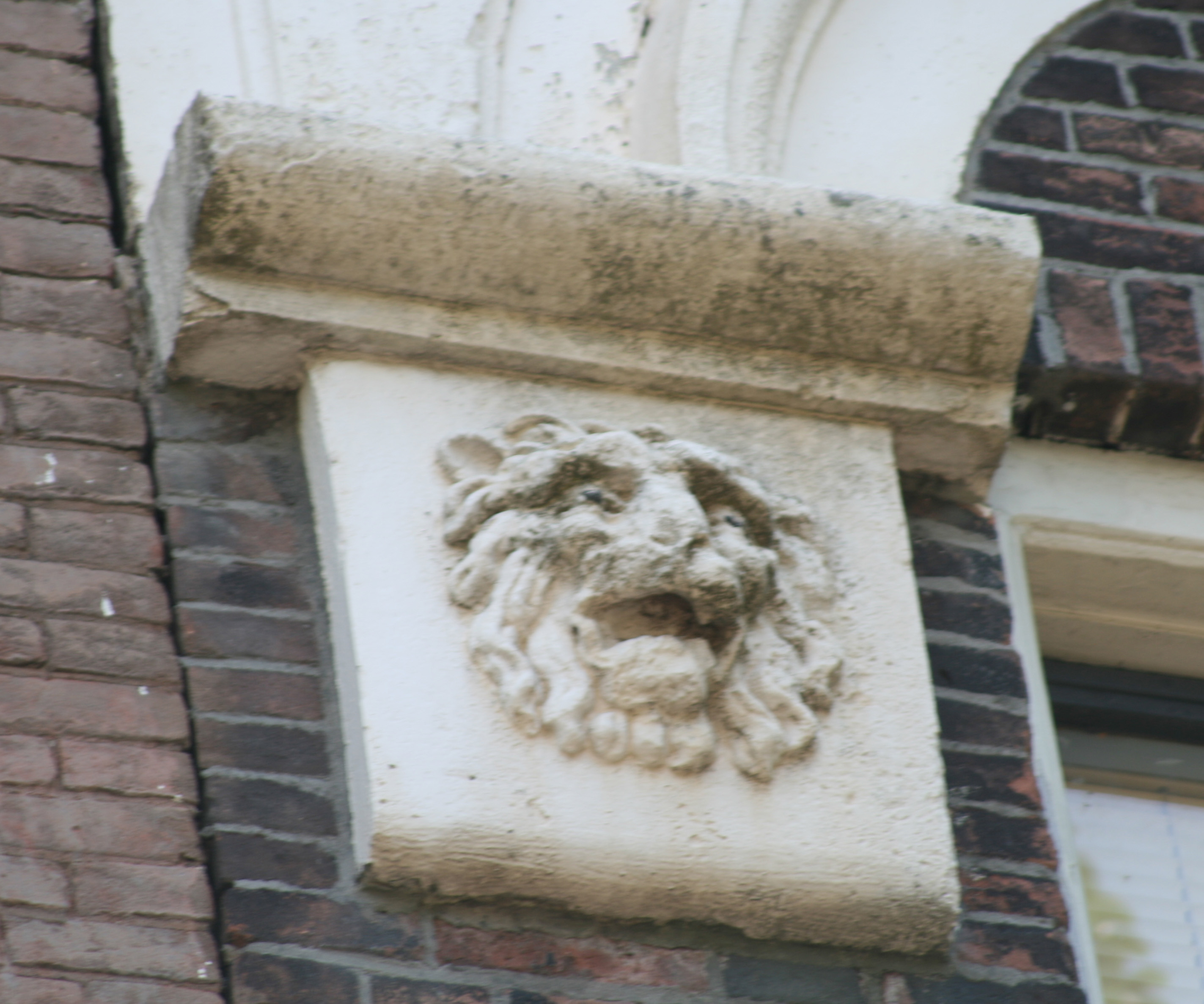

Het Huis met de Leeuwen is een gebouw in de Czaar Peterstraat (nummer 108) in Amsterdam. Het dankt zijn naam aan de vier leeuwen die in de gevel onder de daklijst gebeiteld zijn. Het markante gebouw valt op tussen de verder monotone huizenrijen uit eind 19e eeuw in de straat.
Het gebouw stamt uit 1881. Aanvankelijk waren er appartementen in gevestigd voor de arbeiders die op de Oostelijke Eilanden werkten. In de tweede helft van de 20e eeuw is het pand gerenoveerd.
Het gebouw bestaat al sinds de ontwerptafel uit een winkelruimte op de begane grond en drie woonetages.